# Bogdănești (Scorțeni), Bacău
Bogdănești este un sat în comuna Scorțeni din județul Bacău, Moldova, România. La recensământul din 2002 avea o populație de 74 locuitori.